# Nguyễn Văn Hiển (chính khách)
Nguyễn Văn Hiển (sinh ngày 16 tháng 2 năm 1974) là một chính trị gia người Việt Nam. Ông hiện là Viện trưởng Viện Nghiên cứu lập pháp, đại biểu Quốc hội Việt Nam khóa 14 nhiệm kì 2016-2021, thuộc đoàn đại biểu Quốc hội tỉnh Lâm Đồng, Ủy viên thường trực Ủy ban Pháp luật của Quốc hội, Phó Chủ tịch Nhóm nghị sĩ hữu nghị Việt Nam - Nam Phi (đại biểu chuyên trách Trung ương), nguyên Viện trưởng Viện Khoa học pháp lý, Bộ Tư pháp Việt Nam. Ông lần đầu được trung ương giới thiệu ứng cử và đã trúng cử đại biểu Quốc hội năm 2016 ở đơn vị bầu cử số 3, tỉnh Lâm Đồng gồm có thành phố Bảo Lộc và các huyện: Bảo Lâm, Đạ Huoai, Đạ Tẻh, Cát Tiên.

## Xuất thân
Nguyễn Văn Hiển quê quán ở thôn Gôi Khê, xã Ninh Hải, huyện Hoa Lư, tỉnh Ninh Bình.

## Giáo dục
- Giáo dục phổ thông: 12/12
- Đại học Luật
- Tiến sĩ Luật
- Cao cấp lí luận chính trị

## Sự nghiệp
Ông gia nhập Đảng Cộng sản Việt Nam vào ngày 15/5/2007.
Khi lần đầu được trung ương giới thiệu ứng cử đại biểu Quốc hội Việt Nam khóa 14 vào tháng 5 năm 2016 ông đang là Đảng ủy viên Đảng bộ Bộ Tư pháp, Viện trưởng Viện Khoa học pháp lý, Bộ Tư pháp Việt Nam; Phó Chủ tịch Hội đồng Khoa học Bộ Tư pháp, làm việc ở Viện Khoa học pháp lý, Bộ Tư pháp, có bằng cao cấp lí luận chính trị.
Ông đã trúng cử đại biểu Quốc hội năm 2016 ở đơn vị bầu cử số 3, tỉnh Lâm Đồng gồm có thành phố Bảo Lộc và các huyện: Bảo Lâm, Đạ Huoai, Đạ Tẻh, Cát Tiên, được 187.051 phiếu, đạt tỷ lệ 65,82% số phiếu hợp lệ.
Ông là Ủy viên thường trực Ủy ban Pháp luật của Quốc hội, Phó Chủ tịch Nhóm nghị sĩ hữu nghị Việt Nam - Nam Phi (đại biểu chuyên trách Trung ương).
Từ ngày 1 tháng 6 năm 2019, Nguyễn Văn Hiển được Ủy ban thường vụ Quốc hội Việt Nam khóa 14 điều động, bổ nhiệm giữ chức vụ Viện trưởng Viện Nghiên cứu lập pháp trực thuộc Ủy ban thường vụ Quốc hội thời hạn 5 năm.
Ông hiện là Viện trưởng Viện Nghiên cứu lập pháp trực thuộc Ủy ban thường vụ Quốc hội Việt Nam, Phó Chủ tịch nhóm nghị sĩ hữu nghị Việt Nam - Nam Phi.

## Đại biểu Quốc hội Việt Nam khóa 14 nhiệm kì 2016-2021

### Đề xuất cắt lương hưu của cán bộ bị xóa chức vụ
Tại kì họp thứ 8 Quốc hội Việt Nam khóa 14 diễn ra vào sáng ngày 24 tháng 10 năm 2019, đại biểu Nguyễn Văn Hiển đề nghị bổ sung vào "dự án Luật sửa đổi, bổ sung một số điều của luật Cán bộ, công chức và luật Viên chức" nội dung "không quy định xoá tư cách chức vụ đã đảm nhiệm của cán bộ" và "xử lý theo hướng tước bỏ hoặc cắt giảm chế độ chính sách đang được hưởng gồm lương hưu, danh hiệu, danh xưng, huân huy chương." Ý kiến này của ông bị nhiều phản đối, chê trách rằng ông không phân biệt được lương và lương hưu.